# Eccellenza Piemonte-Valle d'Aosta 2023-2024
Il campionato italiano di calcio dell'Eccellenza Piemonte-Valle d'Aosta 2023-2024 è il trentaduesimo organizzato in Italia. Rappresenta il quinto livello del calcio italiano.

## Girone A

### Squadre partecipanti
| Club                              | Città                                 | Stadio                                               | Stagione precedente                          |
| --------------------------------- | ------------------------------------- | ---------------------------------------------------- | -------------------------------------------- |
| A.S.D. Accademia Borgomanero 1961 | Borgomanero (NO)                      | Stadio Fedele Margaroli                              | 3º posto in Eccellenza/A                     |
| A.S.D. Alicese Orizzonti          | Alice Castello (VC)                   | Stadio Salussolia Ravetto                            | 11º posto in Eccellenza/A                    |
| U.S.D. Alpignano                  | Alpignano (TO)                        | Stadio Salvador Allende                              | 14º posto in Eccellenza/A, salvo ai play-out |
| A.S.D. Aygreville                 | Aymavilles, Gressan e Villeneuve (AO) | Stadio Oscar Rini (Villeneuve)                       | 6º posto in Eccellenza/A                     |
| A.S.D. Biellese 1902              | Biella                                | Stadio Lamarmora                                     | 2º posto in Eccellenza/A                     |
| A.S.D. Borgaro Nobis              | Borgaro Torinese (TO)                 | Stadio Walter Righi                                  | 4º posto in Eccellenza/A                     |
| A.S.D. Bulè Bellinzago            | Bellinzago Novarese (NO)              | Stadio Comunale Enzo Ferrari                         | 1º posto in Promozione/A                     |
| U.S.D. Città di Cossato           | Cossato (BI)                          | Stadio Ezio Abate                                    | 5º posto in Eccellenza/A                     |
| G.S.D. Lascaris                   | Pianezza (TO)                         | Stadio G. Soffietti                                  | 1º posto in Promozione/B                     |
| A.S.D. Oleggio Sportiva           | Oleggio (NO)                          | Stadio Fortina e Zanolli                             | 10º posto in Eccellenza/A                    |
| A.S.D. Pro Eureka                 | Settimo Torinese (TO)                 | Stadio comunale (Caselle Torinese)                   | 9º posto in Eccellenza/A                     |
| Pro Novara 2021                   | Novara                                | Stadio Sintetico Novarello (Granozzo con Monticello) | 2º posto in Promozione/A                     |
| A.S.D. Calcio Settimo             | Settimo Torinese (TO)                 | Stadio comunale                                      | 8º posto in Eccellenza/A                     |
| A.S.D. Stresa Vergante            | Stresa (VB)                           | Stadio Luigi Forlano                                 | 16º posto in Serie D/A, retrocesso           |
| A.S.D. Calcio Verbania            | Verbania                              | Stadio Carlo Pedroli                                 | 12º posto in Eccellenza/A                    |
| G.S.D. Volpiano Pianese           | Volpiano (TO)                         | Stadio Antonio Goia                                  | 7º posto in Eccellenza/A                     |

### Classifica
|  | Pos. | Squadra              | Pt | G  | V  | N  | P  | GF | GS | DR  |
|  | ---- | -------------------- | -- | -- | -- | -- | -- | -- | -- | --- |
|  | 1.   | Borgaro              | 58 | 30 | 17 | 7  | 6  | 52 | 32 | +20 |
|  | 2.   | Oleggio              | 57 | 30 | 17 | 6  | 7  | 54 | 35 | +19 |
|  | 3.   | Pro Novara           | 54 | 30 | 16 | 6  | 8  | 54 | 38 | +16 |
|  | 4.   | Volpiano Pianese     | 54 | 30 | 16 | 6  | 8  | 53 | 38 | +15 |
|  | 5.   | Biellese             | 51 | 30 | 15 | 6  | 9  | 57 | 43 | +14 |
|  | 6.   | Bulè Bellinzago      | 47 | 30 | 14 | 5  | 11 | 48 | 42 | +6  |
|  | 7.   | Borgomanero          | 44 | 30 | 13 | 5  | 12 | 51 | 40 | +11 |
|  | 8.   | Lascaris             | 40 | 30 | 10 | 10 | 10 | 35 | 40 | -5  |
|  | 9.   | Settimo              | 39 | 30 | 11 | 6  | 13 | 35 | 39 | -4  |
|  | 10.  | Verbania             | 38 | 30 | 10 | 8  | 12 | 37 | 46 | -9  |
|  | 11.  | Aygreville           | 32 | 30 | 9  | 5  | 16 | 35 | 51 | -16 |
|  | 12.  | Alicese Orizzonti    | 32 | 30 | 8  | 8  | 14 | 44 | 49 | -5  |
|  | 13.  | Pro Settimo & Eureka | 32 | 30 | 8  | 8  | 14 | 33 | 41 | -8  |
|  | 14.  | Città di Cossato     | 31 | 30 | 8  | 7  | 15 | 41 | 51 | -10 |
|  | 15.  | Alpignano            | 30 | 30 | 8  | 6  | 16 | 34 | 61 | -27 |
|  | 16.  | Stresa Vergante      | 29 | 30 | 8  | 5  | 17 | 33 | 50 | -17 |

Legenda:
      Promosso in Serie D 2024-2025.
      Ammessa ai play-off nazionali.
 Ai play-off o ai play-out.
      Retrocesso in Promozione Piemonte-Valle d'Aosta 2024-2025.
Regolamento:
Tre punti a vittoria, uno a pareggio, zero a sconfitta.
In caso di arrivo di due o più squadre a pari punti, la graduatoria verrà stilata secondo la classifica avulsa tra le squadre interessate che prevede, in ordine, i seguenti criteri:
- Punti negli scontri diretti.
- Differenza reti negli scontri diretti.
- Differenza reti generale.
- Reti realizzate in generale.
- Sorteggio.

### Play-off

#### Tabellone
|  | Semifinali       | Semifinali       | Semifinali |          |            | Finale     | Finale | Finale |  |
|  |                  |                  |            |          |            |            |        |        |  |
|  | Pro Novara       | Pro Novara       | 2          |          |            |            |        |        |  |
|  | Pro Novara       | Pro Novara       | 2          |          |            |            |        |        |  |
|  | Volpiano Pianese | Volpiano Pianese | 1          |          |            |            |        |        |  |
|  | Volpiano Pianese | Volpiano Pianese | 1          |          | Pro Novara | Pro Novara | 2      |        |  |
|  |                  |                  |            |          | Pro Novara | Pro Novara | 2      |        |  |
|  |                  |                  | Biellese   | Biellese | 1          |            |        |        |  |
|  | Oleggio          | Oleggio          | Biellese   | Biellese | 1          | 3          |        |        |  |
|  | Oleggio          | Oleggio          |            |          |            |            |        |        |  |
|  | Biellese         | Biellese         | 4          |          |            |            |        |        |  |

#### Semifinali
|            | Risultati |                  | Luogo e data                            |
| ---------- | --------- | ---------------- | --------------------------------------- |
| Oleggio    | 3-4       | Biellese         | Oleggio, 12 maggio 2024                 |
| Pro Novara | 2-1       | Volpiano Pianese | Granozzo con Monticello, 12 maggio 2024 |
|            |           |                  |                                         |

#### Finale
|            | Risultati |          | Luogo e data                            |
| ---------- | --------- | -------- | --------------------------------------- |
| Pro Novara | 2 - 1     | Biellese | Granozzo con Monticello, 19 maggio 2024 |
|            |           |          |                                         |

### Play-out

#### Finali
|            | Risultati |           | Luogo e data                     |
| ---------- | --------- | --------- | -------------------------------- |
| Alicese    | 0 - 3     | Alpignano | Alice Castello, 19 maggio 2024   |
| Pro Eureka | 2 - 1     | Cossato   | Settimo Torinese, 19 maggio 2024 |
|            |           |           |                                  |

## Girone B

### Squadre partecipanti
| Club                            | Città                                              | Stadio                                    | Stagione precedente                          |
| ------------------------------- | -------------------------------------------------- | ----------------------------------------- | -------------------------------------------- |
| S.S.D. Acqui F.C.               | Acqui Terme (AL)                                   | Stadio Jona Ottolenghi                    | 5º posto in Eccellenza/B                     |
| A.S.D. C.S.F. Carmagnola        | Carmagnola (TO)                                    | Stadio Comunale                           | 1º posto in Promozione/C, promosso           |
| A.S.D. Cavour                   | Cavour (TO)                                        | Stadio Denny                              | 14º posto in Eccellenza/B, salvo ai play-out |
| U.S. Cheraschese 1904           | Cherasco (CN)                                      | Stadio Emilio Roella                      | 11º posto in Eccellenza/B                    |
| A.C. Cuneo 1905 Olmo            | Cuneo                                              | Stadio Fratelli Paschiero                 | 2º posto in Eccellenza/B                     |
| S.S.D. A.R.L. Fossano Calcio    | Fossano (CN)                                       | Stadio Angelo Pochissimo                  | 20º posto in Serie D/A, retrocesso           |
| A.S.D. Giovanile Centallo       | Centallo (CN)                                      | Stadio Don Eandi                          | 6º posto in Eccellenza/B                     |
| A.S.D. Luese Cristo Alessandria | Alessandria (Cristo), Lu e Cuccaro Monferrato (AL) | Centro sportivo Centogrigio (Alessandria) | 8º posto in Eccellenza/B                     |
| A.S.D. U.S. Moretta             | Moretta (CN)                                       | Stadio Comunale                           | 9º posto in Eccellenza/B                     |
| A.C.D. Pro Dronero              | Dronero (CN)                                       | Stadio Filippo Drago                      | 10º posto in Eccellenza/B                    |
| A.S.D. Pro Villafranca          | Villafranca d'Asti (AT)                            | Stadio comunale                           | 3º posto in Eccellenza/B                     |
| A.C.S.D. Saluzzo                | Saluzzo (CN)                                       | Stadio Amedeo Damiano                     | 7º posto in Eccellenza/B                     |
| A.S.D. San Domenico Savio Asti  | Asti (Borgo San Lazzaro)                           | Stadio Censin Bosia                       | 12º posto in Eccellenza/B                    |
| S.S.D. Valenzana Mado           | Valenza (AL)                                       | Stadio Comunale                           | 1º posto in Promozione/D, promossa           |
| U.S.D. Vanchiglia               | Torino (Borgo Vanchiglia)                          | Stadio Gaspare Tallia                     | 4º posto in Eccellenza/B                     |
| A.S.D. Villafranca              | Villafranca Piemonte (TO)                          | Centro Sportivo di Villafranca Piemonte   | 2º posto in Promozione/C, ripescato          |

### Classifica
|  | Pos. | Squadra            | Pt | G  | V  | N  | P  | GF | GS | DR  |
|  | ---- | ------------------ | -- | -- | -- | -- | -- | -- | -- | --- |
|  | 1.   | Saluzzo            | 62 | 30 | 18 | 8  | 4  | 47 | 17 | +30 |
|  | 2.   | Fossano            | 61 | 30 | 18 | 7  | 5  | 56 | 25 | +31 |
|  | 3.   | Cuneo              | 54 | 30 | 16 | 6  | 8  | 45 | 23 | +22 |
|  | 4.   | Acqui              | 50 | 30 | 13 | 11 | 6  | 46 | 29 | +17 |
|  | 5.   | Giovanile Centallo | 50 | 30 | 14 | 8  | 8  | 48 | 35 | +13 |
|  | 6.   | Valenzana          | 49 | 30 | 14 | 7  | 9  | 58 | 43 | +15 |
|  | 7.   | Vanchiglia         | 47 | 30 | 14 | 5  | 11 | 37 | 34 | +3  |
|  | 8.   | Pro Dronero        | 45 | 30 | 13 | 6  | 11 | 38 | 35 | +3  |
|  | 9.   | Pro Villafranca    | 37 | 30 | 10 | 7  | 13 | 38 | 38 | 0   |
|  | 10.  | Cheraschese        | 36 | 30 | 9  | 9  | 12 | 37 | 44 | -7  |
|  | 11.  | Luese Cristo       | 36 | 30 | 11 | 3  | 16 | 34 | 55 | -21 |
|  | 12.  | Savio Asti         | 32 | 30 | 8  | 8  | 14 | 24 | 33 | -9  |
|  | 13.  | Cavour             | 32 | 30 | 9  | 5  | 16 | 31 | 52 | -21 |
|  | 14.  | Carmagnola         | 29 | 30 | 7  | 8  | 15 | 26 | 48 | -22 |
|  | 15.  | Villafranca        | 24 | 30 | 4  | 12 | 14 | 27 | 45 | -18 |
|  | 16.  | Moretta            | 18 | 30 | 4  | 6  | 19 | 24 | 60 | -36 |

Legenda:
      Promosso in Serie D 2024-2025.
 Ai play-off o ai play-out.
      Ammessa ai play-off nazionali.
      Retrocesso in Promozione Piemonte-Valle d'Aosta 2024-2025.
Regolamento:
Tre punti a vittoria, uno a pareggio, zero a sconfitta.
In caso di arrivo di due o più squadre a pari punti, la graduatoria verrà stilata secondo la classifica avulsa tra le squadre interessate che prevede, in ordine, i seguenti criteri:
- Punti negli scontri diretti.
- Differenza reti negli scontri diretti.
- Differenza reti generale.
- Reti realizzate in generale.
- Sorteggio.

### Play-off
|  | Semifinali | Semifinali | Semifinali |       |   | Finale | Finale | Finale |  |
|  |            |            |            |       |   |        |        |        |  |
|  | 2          | Fossano    |            |       |   |        |        |        |  |
|  | 2          | Fossano    |            |       |   |        |        |        |  |
|  | 5          |            |            |       |   |        |        |        |  |
|  |            | 2          | Fossano    | 3     |   |        |        |        |  |
|  |            |            |            | 3     |   |        |        |        |  |
|  |            |            | 3          | Cuneo | 0 |        |        |        |  |
|  | 3          | Cuneo      | 3          | Cuneo | 0 | 1      |        |        |  |
|  | 3          | Cuneo      |            |       |   |        |        |        |  |
|  | 4          | Acqui      | 0          |       |   |        |        |        |  |

#### Finale
|         | Risultati |       | Luogo e data            |
| ------- | --------- | ----- | ----------------------- |
| Fossano | 3 - 0     | Cuneo | Fossano, 19 maggio 2024 |
|         |           |       |                         |

## Play-out

### Finale
|        | Risultati |            | Luogo e data           |
| ------ | --------- | ---------- | ---------------------- |
| Cavour | 1 - 2     | Carmagnola | Cavour, 19 maggio 2024 |